# Stor-Otern
Stor-Otern är en sjö i Sundsvalls kommun i Medelpad och ingår i Ljungans huvudavrinningsområde. Sjön är 8,6 meter djup, har en yta på 1,31 kvadratkilometer och befinner sig 222 meter över havet. Sjön avvattnas av vattendraget Skravelån.

## Delavrinningsområde
Stor-Otern ingår i det delavrinningsområde (694889-154812) som SMHI kallar för Utloppet av Stor-Ottern. Medelhöjden är 248 meter över havet och ytan är 6,9 kvadratkilometer. Räknas de 2 avrinningsområdena uppströms in blir den ackumulerade arean 25,51 kvadratkilometer. Skravelån som avvattnar avrinningsområdet har biflödesordning 3, vilket innebär att vattnet flödar genom totalt 3 vattendrag innan det når havet efter 120 kilometer. Avrinningsområdet består mestadels av skog (79 procent). Avrinningsområdet har 1,3 kvadratkilometer vattenytor vilket ger det en sjöprocent på 18,8 procent.